# Siyanda Msani
Siyanda Msani (Umlazi, 12 de agosto de 2001) es un futbolista sudafricano que juega en la demarcación de lateral izquierdo para el Pretoria University FC de la Primera División de Sudáfrica, cedido por el Mamelodi Sundowns FC.

## Selección nacional
Tras jugar con la selección de fútbol sub-23 de Sudáfrica, finalmente hizo su debut con la selección absoluta el 13 de julio de 2022 en un encuentro de la Copa COSAFA 2022 contra Mozambique que finalizó con un resultado de empate a cero que se resolvió desde la tanda de penaltis por 4-5 a favor de Mozambique.

## Clubes
| Club                            | País      | Año       | Partidos | Goles |
| ------------------------------- | --------- | --------- | -------- | ----- |
| Pretoria University FC (cedido) | Sudáfrica | 2020-2022 | 57       | 0     |
| Richards Bay FC (cedido)        | Sudáfrica | 2022-2023 | 25       | 0     |
| Cape Town Spurs FC (cedido)     | Sudáfrica | 2023-2024 | 11       | 0     |
| Pretoria University FC (cedido) | Sudáfrica | 2024-     | 22       | 0     |